# Cantonul Clermont-l'Hérault
Cantonul Clermont-l'Hérault este un canton din arondismentul Lodève, departamentul Hérault, regiunea Languedoc-Roussillon, Franța.

## Comune
- Aspiran
- Brignac
- Canet
- Celles
- Ceyras
- Clermont-l'Hérault (reședință)
- Lacoste
- Liausson
- Mourèze
- Nébian
- Paulhan
- Saint-Félix-de-Lodez
- Salasc
- Valmascle
- Villeneuvette